# Скшинець (Люблінське воєводство)
Скшинець (пол. Skrzyniec) — село в Польщі, у гміні Белжиці Люблінського повіту Люблінського воєводства.
Населення — 97 осіб (2011).

## Демографія
Демографічна структура станом на 31 березня 2011 року:
|          | Загалом | Допрацездатний вік | Працездатний вік | Постпрацездатний вік |
| -------- | ------- | ------------------ | ---------------- | -------------------- |
| Чоловіки | 46      | 11                 | 28               | 7                    |
| Жінки    | 51      | 10                 | 24               | 17                   |
| Разом    | 97      | 21                 | 52               | 24                   |